# Bolboceratops indicus
Bolboceratops indicus är en skalbaggsart som beskrevs av John Obadiah Westwood 1848. Bolboceratops indicus ingår i släktet Bolboceratops och familjen Bolboceratidae. Inga underarter finns listade.